# Mount Mahan
Mount Mahan ist ein 1260 m hoher Berg im westantarktischen Marie-Byrd-Land. In den Bender Mountains ragt er 5 km östlich des Mount Fiedler auf.
Der United States Geological Survey kartierte ihn anhand eigener Vermessungen und Luftaufnahmen der United States Navy aus den Jahren von 1960 bis 1963 Das Advisory Committee on Antarctic Names benannte ihn 1967 nach Shirley Frank Mahan (1930–2014), Funker auf der Byrd-Station im antarktischen Winter 1960.